# Lilli Gruber

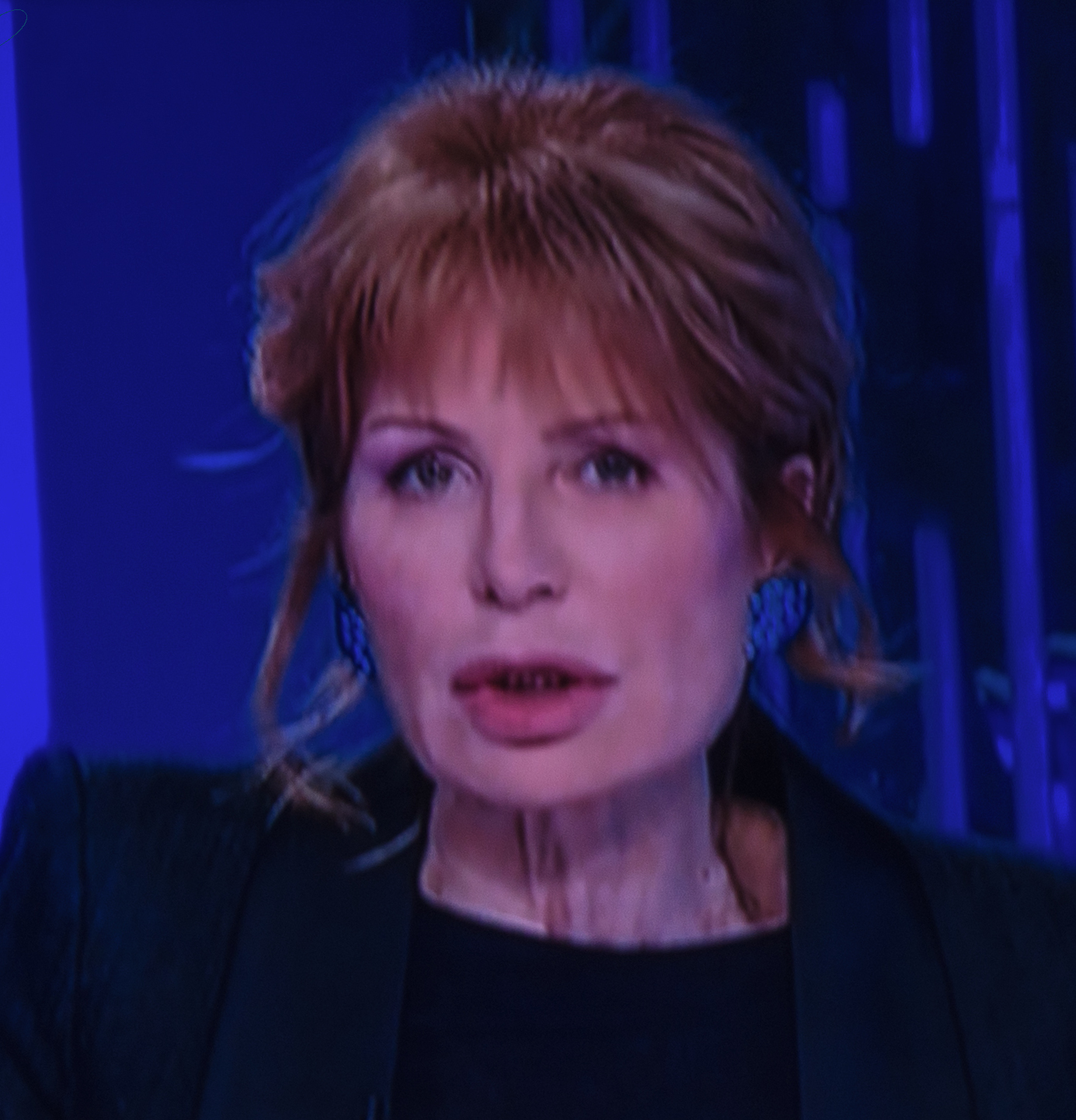
Lilli Gruber în 2015

Lilli Gruber este un ex-politician italian, membru al Parlamentului European în perioada 2004-2009 din partea Italiei.
1. ↑  Lilli Gruber, Munzinger Personen, accesat în 9 octombrie 2017
2. ↑  Lilli Gruber, FemBio-Datenbank[*]
3. ↑   https://www.film-documentaire.fr/4DACTION/w_liste_generique/C_94423_F Lipsește sau este vid: |title= (ajutor)
4. ↑  CONOR.SI[*] Verificați valoarea |titlelink= (ajutor)
5. ↑  Deputații în Parlamentul European